# Жоел Робушон
Жоел Робушон (на френски: Joël Robuchon; 7 април 1945 г. – 6 август 2018 г.) е френски готвач и ресторантьор. Той е обявен за „готвач на века“ от гида Гол Мило през 1989 г.
През 1976 г. е награден с Meilleur Ouvrier de France („Най-добрият работник на Франция“) в кухнята.
През живота си Робушон публикува няколко готварски книги, две от които са преведени на английски. Председател е на комисията Ларус Гастрономик и домакин на кулинарни телевизионни предавания във Франция. Той е собственик и управлява повече от дузина ресторанти в Банкок, Бордо, Хонконг, Лас Вегас, Лондон, Макао, Монако, Монреал, Париж, Шанхай, Сингапур, Тайпе, Токио и Ню Йорк. Робушон е готвачът получил най-много звезди на Мишлен – 32.